# Giovanni Uberti
Giovanni Uberti (Verona, 29 novembre 1888 – 13 marzo 1964) è stato un politico e giornalista italiano.
Sindaco di Verona dal 1951 al 1956, si formò presso il Partito Popolare Italiano di don Luigi Sturzo.

## Biografia
Nacque nel 1888 nel rione Filippini a Verona. Nel 1914 si laurea in Legge. Inizia giovanissimo la carriera di giornalista e nel 1915 è a Milano dove fonda il corriere del Mattino con il quale sostiene il Partito Popolare Italiano, fino alla sua chiusura nel 1926.
Nel 1921 e 1924 fu eletto deputato, nel 1926 il regime fascista lo estromette dal parlamento e così si dedica alla direzione amministrativa del quotidiano cattolico L'Avvenire d'Italia.
Arrestato e condannato a trascorrere alcuni mesi al confino fece parte del comitato di Liberazione Nazionale, che lo nominò prefetto di Verona, subito dopo la liberazione, all'inizio di maggio del 1945.
Fu poi consultore nazionale e fu eletto nell'Assemblea costituente, nel 1948 fu eletto come senatore e fu sottosegretario alle Poste e Telecomunicazioni nel Governo De Gasperi V.
Dal 1951 al 1956 fu sindaco di Verona e, fin dall'inizio, si dedicò, e per tutto il mandato, alle opere di ricostruzione dopo i pesanti bombardamenti che la città aveva subito a seguito della seconda guerra mondiale.